# Templo de los dioses egipcios (Delos)
El Templo de los dioses egipcios era un antiguo templo griego dedicado a cultos traídos de Egipto en la isla de Delos (Grecia). Sus ruinas forman parte del yacimiento arqueológico de Delos, declarado Patrimonio de la Humanidad por la Unesco. Más concretamente, el yacimiento forma parte de un vasto santuario de cultos egipcios conocido como Serapeum C, situado en la ladera occidental del monte Cinto.
Se construyó en el período helenístico, en torno a los años 166-88 a. C. Durante este periodo, se llevaron a Delos cultos y divinidades extranjeras, como egipcios y sirios. El templo de los dioses egipcios estaba dedicado a Anubis, Serapis e Isis. El templo estaba situado al este del Teatro de Delos, en el lado oriental de la zona del Serapeum C. Inmediatamente al sur había un Templo de Isis independiente.
El templo tenía un pronaos con dos columnas delante, y un naos, que se abría hacia el oeste. El naos tenía puertas separadas en el lado norte y en el lado sur, de modo que daba acceso al templo de Isis.